# Джина Сміт (авторка)
Джина Сміт (англ. Gina Smith; 1950) — американська підприємиця, авторка і журналістка.
Співзасновниця та головна редакторка новинного технологічного сайту «aNewDomain».
З 2004 року — очільниця компанії Eye Games, що розробляє технології для відеоігор.
У 2010 році повернулася до журналістики як головна редакторка перезапущеного в Інтернеті журналу Byte під назвою Byte.com. 
З 2011 року — генеральна директор компанії aNewDomain Media, яка керує кількома новинними вебсайтами.
Співавторка автобіографії Стіва Возняка «iWoz. Від комп'ютерного ґіка до культу: як я винайшов персональний комп'ютер, співзаснував Apple і отримав від цього кайф».
Двічі номінантка літературної премії Pushcart Prize.
2001 року журнал «Upside» назвав Сміт однією з 100 найвпливовіших людей в сфері технологій.

## Переклади українською
- Стів Возняк, Джина Сміт. iWoz. Від комп'ютерного ґіка до культу: як я винайшов персональний комп'ютер, співзаснував Apple і отримав від цього кайф. — К. : Yakaboo Publishing, 2017. — 312 с. — ISBN 978-617-7544-02-8.